# Pujolar
Pujolar – miejscowość w Hiszpanii, w Katalonii, w prowincji Girona, w comarce Alt Empordà, w gminie Vilajuïga.
Według danych INE z 2005 roku miejscowość zamieszkiwało 9 osób.